# XV. Mediteranske igre – Almería 2005.
15. Mediteranske igre su bile održane u gradu Almeríji u Španjolskoj.
Sudjelovala je 21 država koja se natjecala u 27 sportova, i na njima se natjecalo 3214 sportaša (2134 sportaša i 1080 sportašica). Natjecalo se za ukupno 258 kompleta odličja.
Ovaj sportski događaj je trajao od 24. lipnja do 3. srpnja 2005.

## Kandidati
Jedna od kandidatkinja za ove Mediteranske igre je bila i Hrvatska, točnije grad Rijeka.

## Tablica odličja
Ljestvica je napravljena prema broju osvojenih zlatnih, srebrnih i brončanih odličja. Kriterij je bio: više osvojenih zlatnih odličja nosi i više mjesto na ljestvici, a u slučaju istog broja, gleda se broj osvojenih srebrnih odličja, a u slučaju istog broja tih odličja, gleda se broj osvojenih brončanih odličja. U slučaju da je i tada isti broj, poredak je prema abecednom redu. Ovaj sustav primjenjivaju Međunarodni olimpijski odbor, IAAF i BBC.

Podebljanim slovima i znamenkama je označen domaćinov rezultat na ovim Mediteranskim igrama.
| Mediteranske igre 2005. |                    |       |        |        |       |
| Mj.                     | Država             | Zlato | Srebro | Bronca | Zbroj |
| 1.                      | Italija            | 57    | 40     | 56     | 153   |
| 2.                      | Francuska          | 56    | 51     | 46     | 153   |
| 3.                      | Španjolska         | 45    | 59     | 48     | 152   |
| 4.                      | Turska             | 20    | 24     | 29     | 73    |
| 5.                      | Egipat             | 15    | 10     | 18     | 43    |
| 6.                      | Grčka              | 13    | 15     | 31     | 59    |
| 7.                      | Tunis              | 13    | 7      | 15     | 35    |
| 8.                      | Slovenija          | 10    | 8      | 17     | 35    |
| 9.                      | Alžir              | 9     | 5      | 11     | 25    |
| 10.                     | Srbija i Crna Gora | 8     | 9      | 15     | 32    |
| 11.                     | Hrvatska           | 5     | 10     | 11     | 26    |
| 12.                     | Maroko             | 3     | 6      | 3      | 12    |
| 13.                     | Sirija             | 1     | 5      | 5      | 11    |
| 14.                     | Cipar              | 1     | 4      | 2      | 7     |
| 15.                     | BiH                | 1     | 2      | 3      | 6     |
| 16.                     | Libija             | 1     | 0      | 1      | 2     |
| 17.                     | Albanija           | 0     | 2      | 4      | 6     |
| 18.                     | San Marino         | 0     | 1      | 0      | 1     |
| 19.                     | Malta              | 0     | 0      | 1      | 1     |
|                         | UKUPNO             | 258   | 258    | 316    | 832   |

## Maskota
Maskota je bio višebojni Indalo, špiljska slika koja je predstavljala čovjeka koji drži luk iznad svoje glave. Indalete, koji je nadahnut ovom drevnom figurom je mlađahnijeg izgleda.

## Športovi
Službeni popis športova je naveden u dolnjoj tablici.   Arhivirana inačica izvorne stranice od 9. studenoga 2007. (Wayback Machine)
| - Streličarstvo - Atletika - Košarka - Odbojka na pijesku - Boule lyonnaise i pétanque Arhivirana inačica izvorne stranice od 9. studenoga 2007. (Wayback Machine) - Boks - Kajak i kanu - Biciklizam - Konjički šport | - Mačevanje - Nogomet - Golf - Gimnastika - Ritmička gimnastika - Rukomet - Džudo - Karate - Veslanje | - Jedrenje - Streljaštvo - Plivanje - Stolni tenis - Tenis - Odbojka - Vaterpolo - Dizanje utega - Hrvanje |

## Države sudionice
| - Albanija - Alžir - BiH - Cipar - Egipat - Francuska - Grčka | - Hrvatska - Italija - Libanon - Libija - Malta - Maroko - Monako | - San Marino - SiCG - Sirija - Slovenija - Španjolska - Tunis - Turska |

## Vanjske poveznice
- Službene stranice
- HTV sport  Arhivirana inačica izvorne stranice od 30. rujna 2007. (Wayback Machine) Povijest Mediteranskih igara
- HOO  Arhivirana inačica izvorne stranice od 5. kolovoza 2007. (Wayback Machine) Povijest na HOO-u
- Međunarodni odbor za Mediteranske igre  Arhivirana inačica izvorne stranice od 3. veljače 2007. (Wayback Machine)
- Atletski rezultati na gbrathletics.com